# Il sogno di Brent
Il sogno di Brent è un film d'animazione italiano prodotto da Rai Fiction e Lucky Dreams, tratto dalla serie animata Spike Team e andato in onda su Rai 2 il 1º dicembre 2013 in occasione della Giornata internazionale delle persone con disabilità.
Nel 2014 è stato candidato come "miglior produzione televisiva" al Festival internazionale del film d'animazione di Annecy.

## Trama
Brent Winters, sedicenne che vive a Silverstone, in Inghilterra, è un ragazzo che ama le moto, passione trasmessagli dal padre, un ex pilota. Un giorno, tornando a casa da scuola sotto la pioggia, fa un incidente in moto a causa di una macchina guidata da dei giovani ubriachi e perde le gambe dal ginocchio in giù. Brent entra in depressione finché, sei mesi dopo l'incidente, non viene spronato a reagire da Dave, il professore di Educazione Fisica, che lo sostiene e gli suggerisce di entrare in una squadra di pallacanestro in carrozzina. Due anni dopo l'incidente, inoltre, Brent mette le protesi e, per aiutarlo ad abituarsi, Dave gli fa conoscere Giusy, una ragazza che si allena per competere nelle Paralimpiadi. Contagiato dall'entusiasmo di Giusy, Brent decide di seguire il suo esempio e gareggiare, sostenuto dai genitori, dagli amici e da Patty, pallavolista dello Spike Team conosciuta in chat e poi diventata la sua ragazza. 

## Produzione
Precedentemente intitolato Il sogno paralimpico di Brent Winters, il film presenta omaggi alla paratleta Giusy Versace, all'ex pilota di Formula 1 Alex Zanardi, al ginnasta Yuri Chechi e al canoista Antonio Rossi. È stato realizzato con il patrocinio del Comitato Italiano Paralimpico, del Ministero delle Infrastrutture e dei Trasporti, del Ministero dell'Istruzione, dell'Università e della Ricerca, della Polizia di Stato, del Dipartimento per gli affari regionali, il turismo e lo sport e l'Istituto per il credito sportivo.
Il trailer, dal titolo Il cuore dello sport - Il battito nell'attimo, viene presentato in anteprima mondiale nel corso del tour "Un campione per amico" e il 3 dicembre inaugura la Giornata europea delle persone con disabilità; il film viene invece trasmesso integralmente il 3 settembre 2012 a Casa Italia a Londra durante le Paraolimpiadi di Londra. È stato venduto in Polonia, Turchia, Brasile e Spagna.
Brent è doppiato da Flavio Aquilone, mentre Giusy da Monica Vulcano.
La colonna sonora originale è stata interamente composta e realizzata dal produttore Alex Bagnoli. Alcuni brani sono cantati dall'artista americana Jacqueline Perkins, autrice dei testi.

## Distribuzione nelle scuole
Il film è utilizzato come "attivatore emozionale" all'interno dell'omonimo progetto, facente parte del più ampio programma denominato Edustrada (promosso dal Ministero dell’Istruzione e del Merito in collaborazione con la Polizia di Stato, il Ministero delle infrastrutture e dei trasporti, l’Università degli studi di Roma La Sapienza, l’Automobile Club di Italia ed altre ancora) al fine di promuovere tra gli studenti delle scuole medie superiori di tutta Italia la cultura della sicurezza stradale. Il film è stato incluso nel programma in quanto affronta sia il tema della sicurezza stradale poiché scoraggia l'utilizzo dei mezzi a due ruote sulle strade rese scivolose dalla pioggia e sia il tema dell’educazione stradale, poiché invita i giovani a non fare uso di sostanze, come l'alcol o droghe, prima di mettersi alla guida di un veicolo. Uno studio condotto dal laboratorio di psicologia applicata dell'Università La Sapienza, diretto da Anna Maria Giannini, ha confermato che la visione del film aumenta in misura significativa la consapevolezza dei giovani spettatori verso queste tematiche.